# Noors ontbindingsreferendum van 1905

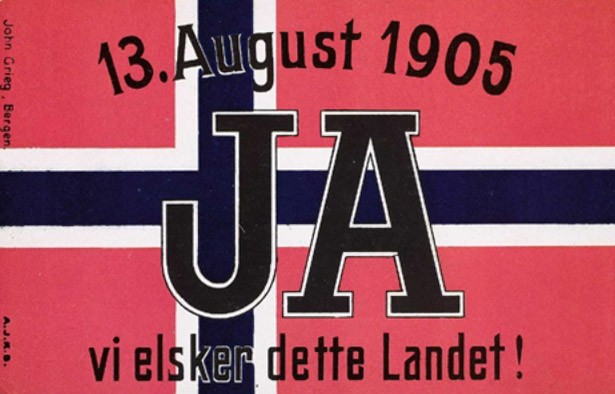
Ansichtkaart om mensen ertoe te bewegen om "ja" te stemmen voor de ontbinding van de Unie tussen Noorwegen en Zweden

Het Noors ontbindingsreferendum van 1905 vond op 13 augustus 1905 plaats in Noorwegen. De kiezers werd in een referendum de vraag voorgelegd of men de unie tussen Zweden en Noorwegen al dan niet wilde ontbinden. 
De vraag die aan de kiezers werd voorgelegd (alleen mannen hadden op dat moment kiesrecht in Noorwegen) was of zij voor de "reeds plaatsgevonden ontbinding van de Unie waren" («den stedfundne Opløsning af Unionen»). De formulering van de vraag werd zorgvuldig overwogen om duidelijk te maken dat het Noorse parlement de unie als niet meer van kracht beschouwde, zelfs als de Zweedse regering benadrukte dat de unie tussen Zweden en Noorwegen alleen met wederzijdse instemming kon worden ontbonden.
Het resultaat van de volksraadpleging was een totaal van 368.392 voor ontbinding van de unie en 184 tegen. 85,4% van de kiesgerechtigden bracht daadwerkelijk zijn stem uit. Er was dus sprake van een overweldigende meerderheid. Hoewel vrouwen nog geen stemrecht hadden, startten Noorse suffragettes een campagne om vrouwelijke handtekeningen voor de ontbinding van de unie tussen Zweden en Noorwegen te verzamelen. Binnen twee weken hadden zij 244.765 vrouwelijke handtekeningen voor ontbinding van de unie verzameld. 
Het Noors ontbindingsreferendum werd gevolgd door de Onderhandelingen van Karlstad.